# Helena Taberna
Helena Taberna Ayerra (Alsasua, Navarra) es una directora y guionista de cine española. En 2006 fue cofundadora de la Asociación de mujeres cineastas y de medios audiovisuales (CIMA). Entre las películas que ha dirigido se encuentran: Yoyes (2000), La buena nueva (2009) o el documental Nagore en el que narra la muerte violenta de una joven estudiante de enfermería a manos de un residente en Psiquiatría en los San Fermines de 2008 (Asesinato de Nagore Laffage).

## Trayectoria
Helena Taberna inicia su carrera audiovisual como coordinadora de nuevas tecnologías en el Gobierno de Navarra y a partir de 1994 se dedicó exclusivamente al cine. En 2002 creó su propia productora, Lamia Producciones. 
En 2006, junto con otras directoras de cine, Helena Taberna fundó CIMA, Asociación de Mujeres Cineastas y de Medios Audiovisuales que cuenta con 300 socias y ha conseguido importantes objetivos. La cineasta forma parte de la Junta directiva de CIMA.
Su primer largometraje, Yoyes, narra la vida de la primera mujer que ocupó puestos de responsabilidad dentro de ETA. Se estrenó en marzo de 2000 consiguiendo una importante recaudación en taquilla. Columbia Pictures se encargó de la distribución en España con 100 copias e Intrafilms, de Italia, de las ventas internacionales. Fue la película española del año 2000 más premiada internacionalmente junto con El Bola y una de las más taquilleras del año.
En 2003 dirigió la película documental Extranjeras, en las que narra la experiencia de varias mujeres inmigrantes que viven en Madrid. Fue seleccionada a concurso en la Seminci de Valladolid en 2003 y recibió varios premios.
En 2008 estrenó La buena nueva, película que recoge con fidelidad histórica el apoyo de la Iglesia Católica al levantamiento contra la República en la Guerra Civil, a través de la mirada de un párroco destinado a un pueblo de la retaguardia. Inspirada libremente en la historia real del sacerdote Marino Ayerra, tío de Helena; el filme se distribuyó en 80 salas y recibió 15 galardones en festivales internacionales.
En 2010 estrenó el largometraje documental Nagore, basada en el asesinato de Nagore Laffage donde narra la muerte violenta de una joven estudiante de enfermería a manos de un residente en Psiquiatría en los Sanfermines de 2008. La película se presentó en la Seminci de Valladolid 2010.
En 2016 Taberna dirigió una adaptación libre de El contenido del silencio, de Lucía Etxebarria inspirada en la desaparición real de una joven en las Islas Canarias.
En febrero de 2025 Taberna estrena Nosotros, basada en la novela Final feliz, de Isaac Rosa con guion de Helena Taberna y Virginia Yagüe y protagonizada por María Vázquez y Pablo Molinero.

## Cine y educación
Helena Taberna inició en 2003, a través de Lamia Producciones, la línea editorial de los materiales didácticos para acercar el análisis del cine y género a espacios educativos, culturales y sociales. Hasta el 2010 están disponibles los materiales didácticos de Extranjeras, La buena nueva y Nagore.

## Filmografía
| Año  | Película                                   |
| ---- | ------------------------------------------ |
| 2025 | Nosotros                                   |
| 2019 | Varados                                    |
| 2016 | Acantilado                                 |
| 2010 | Nagore                                     |
| 2008 | La buena nueva                             |
| 2003 | Extranjeras                                |
| 2000 | Yoyes                                      |
| 1996 | Nerabe (cortometraje)                      |
| 1994 | Alsasua 1936 (mediometraje)                |
| 1994 | Recuerdos del 36 (cortometraje documental) |
| 1993 | Emiliana (cortometraje)                    |
| 1992 | 87 cartas de amor (cortometraje)           |
| 1990 | Busto de un poeta (cortometraje)           |
| 1990 | La mujer de Lot (cortometraje)             |

## Premios
Seminci de Valladolid
| Año  | Categoría                  | Película       | Resultado |
| ---- | -------------------------- | -------------- | --------- |
| 2010 | Premio: Tiempo de Historia | Nagore         | Candidata |
| 2008 | Sección Oficial            | La buena nueva | Candidata |
| 2008 | Premio: Mejor Actor        | La buena nueva | Ganadora  |
| 2003 | Premio: Tiempo de Historia | Extranjeras    | Candidata |

Festival Ibero-Americano de Cinema e Video - Cinesul, Brasil
| Año  | Categoría                                              | Película       | Resultado |
| ---- | ------------------------------------------------------ | -------------- | --------- |
| 2010 | Premio Salvador Allende del Jurado a la Mejor película | La buena nueva | Ganadora  |

XXVI Festival Internacional de Cine Arte Mare de Bastia
| Año  | Categoría                                       | Película       | Resultado |
| ---- | ----------------------------------------------- | -------------- | --------- |
| 2009 | Premio del Jurado de la Juventud Mejor película | La buena nueva | Ganadora  |
| 2009 | Premio del Público Mejor película               | La buena nueva | Ganadora  |

IV Festival Internacional de Cine y Derechos Humanos de Valparaíso, Chile
| Año  | Categoría          | Película       | Resultado |
| ---- | ------------------ | -------------- | --------- |
| 2010 | Premio del público | La buena nueva | Ganadora  |

Festibercine, Costa Rica
| Año  | Categoría                   | Película    | Resultado |
| ---- | --------------------------- | ----------- | --------- |
| 2003 | Mención de Honor del jurado | Extranjeras |           |

Instituto canario de la mujer (Gran Canaria)
| Año  | Categoría                    | Película    | Resultado |
| ---- | ---------------------------- | ----------- | --------- |
| 2003 | Mejor trabajo de divulgación | Extranjeras | Ganadora  |

III Encuentro hispanoamericano de documental independiente (México DF)
| Año  | Categoría     | Película    | Resultado |
| ---- | ------------- | ----------- | --------- |
| 2004 | Primer Premio | Extranjeras | Ganadora  |

Festival internacional de cine de Mazatlán (México)
| Año  | Categoría                                  | Película | Resultado |
| ---- | ------------------------------------------ | -------- | --------- |
| 2000 | Gran Premio del jurado a la mejor película | Yoyes    | Ganadora  |

XII Festival de Viña del Mar (Chile)
| Año  | Categoría                              | Película | Resultado |
| ---- | -------------------------------------- | -------- | --------- |
| 2000 | Premio del jurado a la mejor dirección | Yoyes    | Ganadora  |
| 2000 | Premio del público a la mejor película | Yoyes    | Ganadora  |
| 2000 | Premio OCIC a los derechos humanos     | Yoyes    | Ganadora  |

XXIX Festival del Gramado (Brasil)
| Año  | Categoría                                          | Película | Resultado |
| ---- | -------------------------------------------------- | -------- | --------- |
| 2000 | Premio a la mejor película latina (jurado popular) | Yoyes    | Ganadora  |
| 2000 | Kikito de oro                                      | Yoyes    | Nominada  |

XLI Festival Internacional Cartagena de Indias (Colombia)
| Año  | Categoría         | Película | Resultado |
| ---- | ----------------- | -------- | --------- |
| 2000 | Mejor ópera prima | Yoyes    | Ganadora  |
| 2000 | Mejor película    | Yoyes    | Nominada  |

Festival de cine de Santo Domingo (República Dominicana)
| Año  | Categoría                              | Película | Resultado |
| ---- | -------------------------------------- | -------- | --------- |
| 2000 | Premio del público a la mejor película | Yoyes    | Ganadora  |

XVII Semana del cine vasco
| Año  | Categoría                                             | Película | Resultado |
| ---- | ----------------------------------------------------- | -------- | --------- |
| 2001 | Premio del público a la mejor película vasca del 2000 | Yoyes    | Ganadora  |

Festival Internacional de Cine de Karlovy Vary
| Año  | Categoría        | Película | Resultado |
| ---- | ---------------- | -------- | --------- |
| 2000 | Globo de Cristal | Yoyes    | Nominada  |

VI Festival de Cinespaña de Toulouse
| Año  | Categoría                                  | Película | Resultado |
| ---- | ------------------------------------------ | -------- | --------- |
| 2001 | Premio del público a la mejor película     | Yoyes    | Ganadora  |
| 2001 | Mención especial del jurado de estudiantes | Yoyes    |           |

XII Festival internacional de San Juan Cinemafest
| Año  | Categoría                                             | Película | Resultado |
| ---- | ----------------------------------------------------- | -------- | --------- |
| 2001 | Premio del público                                    | Yoyes    | Ganadora  |
| 2001 | Premio del Círculo de Críticos de Cine de Puerto Rico | Yoyes    | Ganadora  |

XIII Muestra internacional de Cine y Mujer (Pamplona)
| Año  | Categoría                  | Película | Resultado |
| ---- | -------------------------- | -------- | --------- |
| 2001 | Premio a la mejor película | Yoyes    | Ganadora  |

Además, ambas películas han sido proyectadas en más de una decena de festivales, jornadas, ciclos y eventos.
|}
XXII Jornada internacional de Cinema de Bahía
| Año | Categoría   | Cortometraje | Resultado |
| --- | ----------- | ------------ | --------- |
|     | Mejor Guion | Alsasua 1936 | Ganadora  |

Festival internacional de cine independiente de Elche
| Año | Categoría               | Cortometraje | Resultado      |
| --- | ----------------------- | ------------ | -------------- |
|     | Mejor película en 35 mm | Alsasua 1936 | Segundo Premio |
|     | Mejor película en vídeo | Nerabe       | Segundo Premio |

Festival de vídeo de Navarra
| Año | Categoría                   | Cortometraje         | Resultado |
| --- | --------------------------- | -------------------- | --------- |
|     | Mejor realizador de Navarra | Emiliana de Zubeldia | Ganadora  |

Premios Emakunde
| Año | Categoría          | Cortometraje         | Resultado |
| --- | ------------------ | -------------------- | --------- |
|     | Mención honorífica | Emiliana de Zubeldia |           |
|     | Mejor vídeo        | La mujer de Lot      | Ganadora  |